# Моусон (антарктична станція)
«Моусон» (англ. Mawson, названа на честь полярного дослідника Сера Дуґласа Моусона (англ. Sir Douglas Mawson)) — діюча постійна (цілорічна) науково-дослідна антарктична станція Австралії, що була створена у 1953-54 роках. Розташована на Землі Мак-Робертсона на краю Полярного плато.
Це перша австралійська континентальна станція і найстаріша із постійнодіючих на південь від Полярного кола. Станція керується Австралійською антарктичною службою (англ. Australian Antarctic Division (AAD)).

## Історія[1]
У 1946–1947 роках під час американської експедиції "Операція «Високий стрибок» (англ. Operation Highjump) було отримано світлини узбережжя Землі Мак-Робертсона. Згодом вони були використані доктором Філіпом Лоу (англ. Dr Phillip Law) для вибору місць посадки, щоб там побудувати цілорічні дослідницькі станції. Таким місцем стала затока Підкова (англ. Horseshoe Harbour).
13 лютого 1954 року було піднято австралійський прапор, а нову станцію назвали на честь австралійського полярного дослідника Сера Дуґласа Моусона (англ. Sir Douglas Mawson). Першу зиму там провела експедиція із 10 австралійців на чолі із Робертом Доверсом (англ. Robert Dovers). До кінця 1954 року було побудовано житлові приміщення, приміщення для роботи, генераторна, 2 складових приміщення і магазин «Карпентер» (англ. Carpenter). До 1966 року кількість будівель зросла до п'ятдесяти. Станція стала базою для досліджень, мандрівників, повітряної розвідки.

## Клімат
| Клімат Станції Моусон   | Клімат Станції Моусон | Клімат Станції Моусон | Клімат Станції Моусон | Клімат Станції Моусон | Клімат Станції Моусон | Клімат Станції Моусон | Клімат Станції Моусон | Клімат Станції Моусон | Клімат Станції Моусон | Клімат Станції Моусон | Клімат Станції Моусон | Клімат Станції Моусон | Клімат Станції Моусон |
| Показник                | Січ.                  | Лют.                  | Бер.                  | Квіт.                 | Трав.                 | Черв.                 | Лип.                  | Серп.                 | Вер.                  | Жовт.                 | Лист.                 | Груд.                 | Рік                   |
| Абсолютний максимум, °C | 10,6                  | 8,0                   | 4,0                   | 0,0                   | 0,4                   | 0,7                   | 5,0                   | 6,7                   | −0,6                  | 0,6                   | 6,1                   | 9,3                   | 10,6                  |
| Середній максимум, °C   | 2,5                   | −1,4                  | −7,2                  | −11,7                 | −13,5                 | −13,5                 | −14,9                 | −15,5                 | −14,3                 | −9,9                  | −2,7                  | 2,1                   | −8,3                  |
| Середній мінімум, °C    | −2,7                  | −7,3                  | −13,2                 | −17,3                 | −19,3                 | −19,5                 | −20,8                 | −21,7                 | −20,6                 | −16,4                 | −8,8                  | −3,3                  | −14,2                 |
| Абсолютний мінімум, °C  | −10                   | −17,3                 | −25,4                 | −33,3                 | −34,5                 | −34                   | −36                   | −35,9                 | −35,8                 | −29                   | −20                   | −11,7                 | −36                   |
| ----------------------- | --------------------- | --------------------- | --------------------- | --------------------- | --------------------- | --------------------- | --------------------- | --------------------- | --------------------- | --------------------- | --------------------- | --------------------- | --------------------- |
| Джерело:                |                       |                       |                       |                       |                       |                       |                       |                       |                       |                       |                       |                       |                       |

## Споруди станції[5]
Станція складається із головної будівлі — Червоний Ангар (англ. Red Shed): дослідники живуть у сучасних провітрюваних донґах (односпальних приміщеннях), також є вітальня, кухня, дві загальні ванних кімнати (а також декілька менших, що використовуються тими, хто живе найближче (по три людини на ванну)), супермаркет, домашній кінотеатр, фотолабораторію, бібліотеку та декілька відпочивалень.
У Зеленому Секторі (англ. Green Store) є спортзал і спортивний інвентар. Також є спа і сауна